# جمع الأبعاد
جمع الأبعاد في الفيزياء تغيير نظرية من حيث أحد أبعادها الزمكانية. وبدلا من وجود نظرية يكون فيها هذا البعد غير متناه، تغير النظرية بحيث يكون لهذا البعد طول منته وربما أن يكون دوريا.